# Dévay Camilla
Dévay Camilla (Budapest, 1922. december 22. – Budapest, 1998. november 10.) magyar színésznő. Férje Udvaros Béla rendező, lánya Udvaros Dorottya Kossuth-díjas színművésznő.

## Életút

### Kezdet, tízéves szilenciummal
Zichy Pallavicini Edina őrgrófnő Kereskedelmi Leányiskolájában érettségizett, majd a Színművészeti Főiskolán tanult, ahol 1947-ben kitüntetéssel végzett. Harmadéves növendék volt, amikor Básti Lajos oldalán, a Csongor és Tünde női főszerepére készült.</ref></ref> Az egyik próbát megszakították, kihallgatásra vitték. Néhány napig álltak a próbák, majd Tünde szerepét Szörényi Éva vette át.
Az incidens ellenére folytathatta tanulmányait, a végzés után a Nemzeti Színház azonnal szerződtette. Diplomás bemutatkozása  Az ész bajjal jár című darabban volt. A produkció főbb szereplői Balázs Samu,  Gózon Gyula, Gábor Miklós, Ilosvay Katalin, Ladomerszky Margit, Peti Sándor, Rajczy Lajos, Sallai Kornélia és Ungváry László voltak.
A bemutató után nem sokkal letartóztatták, koholt vádak alapján három évre börtönbe zárták, majd ugyanennyi időre – ítélet nélkül – Kistarcsára internálták. Egy évtizedig nem engedték színpadra lépni. Részleges rehabilitációt 1957-ben, teljeset 1975-ben kapott.
A rabtárs, Esterházy grófnő így emlékezik az internáló táborra:

| „ | ...És volt köztünk egy gyönyörű, szőke színésznő, olyan fiatal, mint az az ágaskodó búzahajtás, s aki csak fölfelé nézett, folyton abba az alig-alig fénybe, és ha nagyon nagy csend volt, ami mindig a legrosszabb, akkor ő inkább beszélt, szépen, arany ízűen, meséket, verseket, sokan túl sem éltük volna, ha nem hunyhattuk volna le a szemünket a drótos villanykörte alatt, hogy azokon a szép szavakon ájuljunk el, ha nem halljuk naponta a Toldit, a farkassal hadakozó, hű fiút, a cseh vitézzel megvívó bajnokot, a Szülőföldemet, a Családi kört, a Rab gólyát, meg a Fóti dalt... | ” |
|   | |   |

### Színészi pályájának folytatása
1957. január 31-én, Békéscsabán az ország egyik legfiatalabb, Falus György által igazgatott színházában léphetett újra színpadra. A Mária főhadnagy címszerepét „kettőzte” Simon Erikával. Partnere volt – többek között – Stefanik Irén és Szoboszlai Sándor.
Az 1957/58-as szezonban – férjével együtt – szerződést kapott a Kecskeméti Katona József Színházban.
1957. szeptember 21-én egy zenés darabban (Nászutazás) láthatta először a kecskeméti közönség. A férfi főszerepet Fekete Tibor alakította, akivel – később a legtöbbször – huszonnyolc alkalommal voltak játszótársak.
Radványi László igazgató, később Radó Vilmos a legendás színházcsináló, az Udvaros házaspáron kívül több indexre tett művésznek adott szerződést. Itt rendezhetett újra Németh Antal az Európa-szerte elismert színházi szakember, a Nemzeti Színház egykori igazgatója.
Alig egy hónapot kellett várnia az első, alkatának, karakterének legjobban megfelelő drámai szerepre. A Németh Antal által rendezett Othello főszerepeit a szintén vidékre száműzött Bicskey Károly–Fogarassy Mária házaspár játszotta. Dévay Camilla Bianca szerepében tűnt fel.

### Vidéki elszigeteltség
Rövid idő alatt a város illetve a megye legismertebb, legnépszerűbb, körülrajongott művésze lett. A tizenhat évad alatt több mint ötven bemutatója volt. Eljátszhatta a drámairodalom számos nagy női szerepét, néhány kivétellel ezek mindegyike erőt és tehetséget próbára tévő feladat volt. A kecskeméti színházi sikerei, mintha kárpótolni akarták volna a szilenciumban töltött évtizedért. Évi három-négy, 1963-ban hét premierje volt.
Sikerei azonban a megyehatáron belül maradtak. Alakításait nem méltatta országos sajtóorgánum, kitüntetésben nem részesült, a megyét csak egy debreceni és egy szegedi vendégjáték alkalmával hagyta el.
A soha nem indokolt tiltás megnehezítette filmes és tévés pályafutását is. A vidéki színházak előadásait sűrűn látogató filmrendezők, több alkalommal hívták egy-egy szerepre. Szerződtetése általában komoly tortúrával járt, több esetben miniszteriális szinten akadályoztatták meg szereplését.

### Búcsú két évtized után
1973-ban, tizenhat év után – férjével együtt – elbúcsúztak Kecskeméttől. A békéscsabai színházhoz szerződtek, ahol három év alatt – megromlott egészségi állapota miatt – már csak öt bemutatót abszolvált. 1976-tól visszavonult a színpadtól. 1978 decemberében egy Jean Cocteau-darabban még visszatért a szeretett város, Kecskemét közönségéhez. Tizenegy évvel később, barátai és a pályatársrendező, Berényi Gábor unszolására, biztatására elvállalta a Janika című darab egyik szerepét. Negyvenkét év után először léphetett fővárosi színpadra. A címszerepet lánya, Udvaros Dorottya; az édesanyát ő alakította. Ez volt az egyik aktív színpadi találkozásuk.
Dévay Camilla pályafutása alig két évtizedig tartott. A tragikus események nem csak az indulás első évtizedétől fosztották meg. A börtön, az ítélet nélküli internálás, a teljes, majd a részleges kirekesztettség traumái egészségét tönkretéve, további évtizedeket raboltak el ígéretes pályafutásától.

### A család

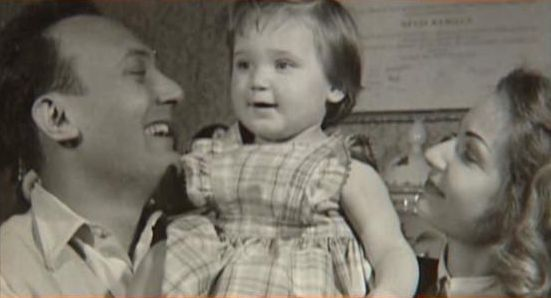
Udvaros Béla és Dévay Camilla gyermekükkel, Udvaros Dorottyával

A kistarcsai internáló táborból kikerülve, 1953-ban ismerkedett meg a fiatal, pályakezdő, a Magyar Néphadsereg Színház ösztöndíjas rendezőjével, Udvaros Bélával. Lányuk, Dorottya születése után házasodtak össze. Retorzióként férjét is elbocsátották, csak gyárak – köztük a Magyar Optikai Művek – színjátszócsoportjait vezethette. A nehéz helyzetben élő családot barátok, neves művészek (Bessenyei Ferenc, Váradi Hédi, Pécsi Sándor) segítették.
1957-ben Kecskemétre szerződhettek. Férjével tizennégy darabban lehettek alkotótársak. 1989-ben a Janika című darabban együtt szerepelhetett lányával, Udvaros Dorottyával. A jutalomjáték huszonnyolc előadáson át tartott, utána örökre el kellett búcsúznia a színpadtól.
Udvaros Dorottya két szerepben is átélhette édesanyja sorsát. Először Bacsó Péter, Te rongyos élet című filmjében alakíthatta egy internált színésznő szerepét. Két évtizeddel később Bartis Attila, Anyám, Kleopátra! című darabjában, egy a világtól elvonuló, depresszióban szenvedő, mellőzött művész tragédiája dokumentum és nem fikció erejével idézte Dévay Camilla életének utolsó másfél évtizedét.

## Színházi szerepei
A Színházi adattárban regisztrált bemutatóinak száma: 61. Ugyanitt kilenc színházi fotón is látható.
| Szerző                            | A darab címe - szerep                                | A bemutató dátuma    | Színház                          | Rendező           |
| --------------------------------- | ---------------------------------------------------- | -------------------- | -------------------------------- | ----------------- |
| Gribojedov                        | Az ész bajjal jár – Natalia Goricseva                | 1947. május 30.      | Nemzeti Színház                  | Both Béla         |
| Huszka Jenő                       | Mária főhadnagy – Mária                              | 1957. január 31.     | Békés-megyei Jókai Színház       | Gáti Sándor       |
| Dihovicsnij                       | Nászutazás – Nasztyenka                              | 1957. szeptember 21. | Kecskeméti Katona József Színház | Bende Miklós      |
| Shakespeare                       | Othello – Blanca                                     | 1957. november 22.   | Kecskeméti Katona József Színház | Németh Antal      |
| Magellhaes                        | Párizsi cukrászda – Jacqueline                       | 1957. december 18.   | Kecskeméti Katona József Színház | Kalmár Tibor      |
| John Colton                       | Eső – Sadie Thompson                                 | 1958. január 18.     | Kecskeméti Katona József Színház | Németh Antal      |
| Arany János (Hollós Korvin Lajos) | Pázmán lovag – Ildikó                                | 1958. február 28.    | Kecskeméti Katona József Színház | Gyökössy Zsolt    |
| Móricz Zsigmond                   | Úri muri – Rédey Eszter                              | 1958. október 1.     | Kecskeméti Katona József Színház | Németh Antal      |
| Schiller                          | Stuart Mária – címszerep                             | 1959. február 13.    | Kecskeméti Katona József Színház | Udvaros Béla      |
| Shakespeare                       | Szentivánéji álom – Titánia                          | 1959. április 23.    | Kecskeméti Katona József Színház | Németh Antal      |
| Darvas József                     | Kormos ég – Klári                                    | 1959. október 31.    | Kecskeméti Katona József Színház | Udvaros Béla      |
| Max Frisch                        | És a holtak újra énekelnek – Mária                   | 1959. december 4.    | Kecskeméti Katona József Színház | Seregi László     |
| Ábrahám Pál                       | Bál a Savoyban – La Tangolita                        | 1960. január 29.     | Kecskeméti Katona József Színház | Deák István       |
| Csehov                            | Három nővér – Mása                                   | 1960. február 26.    | Kecskeméti Katona József Színház | Udvaros Béla      |
| Victor Hugo                       | A királyasszony lovagja – Neuburgi Mária királyné    | 1960. október 7.     | Kecskeméti Katona József Színház | Udvaros Béla      |
| Gorkij                            | Az utolsó nemzedék – Nagyezsda                       | 1960. november 7.    | Kecskeméti Katona József Színház | Seregi László     |
| Katona József                     | Bánk bán – Melinda                                   | 1961. október 27.    | Kecskeméti Katona József Színház | Seregi László     |
| Szimonov                          | A negyedik – Ő                                       | 1961. december 8.    | Kecskeméti Katona József Színház | Udvaros Béla      |
| Shakespeare                       | Rómeó és Júlia – Júlia                               | 1962. február 23.    | Kecskeméti Katona József Színház | Lovas Edit        |
| Tamási Áron                       | Boldog nyárfalevél – Júlia                           | 1963. január 11.     | Kecskeméti Katona József Színház | Seregi László     |
| Molnár Ferenc                     | Olympia – címszerep                                  | 1963. február 27.    | Kecskeméti Katona József Színház | Seregi László     |
| Brecht                            | Koldusopera – Kocsma Jenny                           | 1963. május 3.       | Kecskeméti Katona József Színház | Udvaros Béla      |
| Dobozy Imre                       | Holnap folytatjuk – Mária                            | 1963. május 17.      | Kecskeméti Katona József Színház | Mónos Attila      |
| Vörösmarty Mihály                 | Csongor és Tünde – Éj                                | 1963. október 18.    | Kecskeméti Katona József Színház | Lovas Edit        |
| Priestley                         | Mr. Kettle és Mrs. Moon botrányos esete – Delia Moon | 1963. december 6.    | Kecskeméti Katona József Színház | Lovas Edit        |
| Dunai Ferenc                      | A nadrág – Berta                                     | 1963. december 31.   | Kecskeméti Katona József Színház | Pétervári István  |
| Tabi László                       | Most majd elválik – Márta                            | 1964. március 20.    | Kecskeméti Katona József Színház | Udvaros Béla      |
| Remenyik Zsigmond                 | Saroküzlet – June                                    | 1965. január 15.     | Kecskeméti Katona József Színház | Mónos Attila      |
| Broszkiewicz                      | Botrány Hellbergben – Hilde Diederich                | 1965. február 19.    | Kecskeméti Katona József Színház | Pétervári István  |
| Mesterházi Lajos                  | Pesti emberek – Mónika                               | 1965. április 2.     | Kecskeméti Katona József Színház | Mónos Attila      |
| Miller                            | Salemi boszorkányok – Elisabeth Proctor              | 1965. április 30.    | Kecskeméti Katona József Színház | Udvaros Béla      |
| Shakespeare                       | Sok hűhó semmiért – Beatrice                         | 1966. január 7.      | Kecskeméti Katona József Színház | Pétervári István  |
| Tennessee Williams                | A vágy villamosa – Blanche                           | 1966. március 25.    | Kecskeméti Katona József Színház | Mónos Attila      |
| Kristóf Károly                    | Vörös posztó – Susanne                               | 1966. május 13.      | Kecskeméti Katona József Színház | Mónos Attila      |
| Romain Rolland                    | A szerelem és a halál játéka – Sophie de Courvoisier | 1966. szeptember 16. | Kecskeméti Katona József Színház | Margitta Gábor    |
| Szophoklész                       | Élektra – címszerep                                  | 1966. október 27.    | Kecskeméti Katona József Színház | Udvaros Béla      |
| Móricz Virág                      | Boszorkány – Báthory Anna                            | 1966. december 2.    | Kecskeméti Katona József Színház | Turián György     |
| Raffai Sarolta                    | Egyszál magam – Anna                                 | 1967. december 8.    | Kecskeméti Katona József Színház | Pethes György     |
| Miller                            | Bűnbeesés után – Maggie                              | 1968. március 1.     | Kecskeméti Katona József Színház | Pethes György     |
| Jókai Mór                         | Aranyember – Athalie                                 | 1968. április 5.     | Kecskeméti Katona József Színház | Margitta Gábor    |
| Arisztophanész                    | Lüszisztraté – címszerep                             | 1968. december 27.   | Kecskeméti Katona József Színház | Udvaros Béla      |
| Raffai Sarolta                    | Diplomások – Zsóka                                   | 1969. március 14.    | Kecskeméti Katona József Színház | Pethes György     |
| Shakespeare                       | Macbeth – címszerep                                  | 1970. január 30.     | Kecskeméti Katona József Színház | Udvaros Béla      |
| Tennessee Williams                | Az ifjúság édes madara – Alexandra Del Lago          | 1970. május 23.      | Kecskeméti Katona József Színház | Pethes György     |
| Euripidész                        | Trójai nők – Heléna                                  | 1970. július 25.     | Szegedi Szabadtéri Játékok       | Vámos László      |
| Tennessee Williams                | Huszonhét fuvar gyapot – Clea                        | 1970. november 20.   | Kecskeméti Katona József Színház | Orbán Tibor       |
|                                   | Fehér László – mesélő                                | 1971                 | Ciróka Bábszínház                | Báron László      |
| Max Frisch                        | Ha egyszer Hotz úr dühbe gurul…                      | 1971. január 16.     | Kecskeméti Katona József Színház | Udvaros Béla      |
| Ibsen                             | Nóra – címszerep                                     | 1971. április 2.     | Kecskeméti Katona József Színház | Udvaros Béla      |
| Katona József                     | Bánk Bán – Gertrudis                                 | 1971. október 14.    | Kecskeméti Katona József Színház | Turián György     |
| Gyárfás Miklós                    | Dinasztia – Júlia                                    | 1972. április 14.    | Kecskeméti Katona József Színház | Udvaros Béla      |
| Tennessee Williams                | Orpheus alászáll – Lady Torrance                     | 1972. november 24.   | Debreceni Csokonai Színház       | Ruszt József      |
| Shakespeare                       | III. Richárd – Erzsébet királyné                     | 1973. február 23.    | Kecskeméti Katona József Színház | Ruszt József      |
| Dallos Szilvia                    | Akvárium – Szántóné Vera                             | 1973. május 12.      | Kecskeméti Katona József Színház | Orbán Tibor       |
| Németh László                     | Villámfénynél – Anna                                 | 1973. október 5.     | Békés Megyei Jókai Színház       | Lovas Edit        |
| Görgey Gábor–Gádor Béla           | Részeg éjszaka – Zsizsi                              | 1974. május 24.      | Békés Megyei Jókai Színház       | Balogh Géza       |
| Juhász István                     | Tíz közül kilenc – Balla Böske                       | 1974. október 4.     | Békés Megyei Jókai Színház       | Orbán Tibor       |
| Katona József                     | Bánk Bán – Gertrudis                                 | 1975. január 10.     | Békés Megyei Jókai Színház       | Orbán Tibor       |
| Schiller                          | Ármány és szerelem – Lady Milford                    | 1976. február 27.    | Békés Megyei Jókai Színház       | Udvaros Béla      |
| Cocteau                           | Rettenetes szülők – Leonie                           | 1978. december 15.   | Kecskeméti Katona József Színház | Galamb Sándor fh. |
| Békeffy István- Stella Adorján    | Janika – Mariska                                     | 1989. december 7.    | Játékszín                        | Berényi Gábor     |

## Filmszerepei

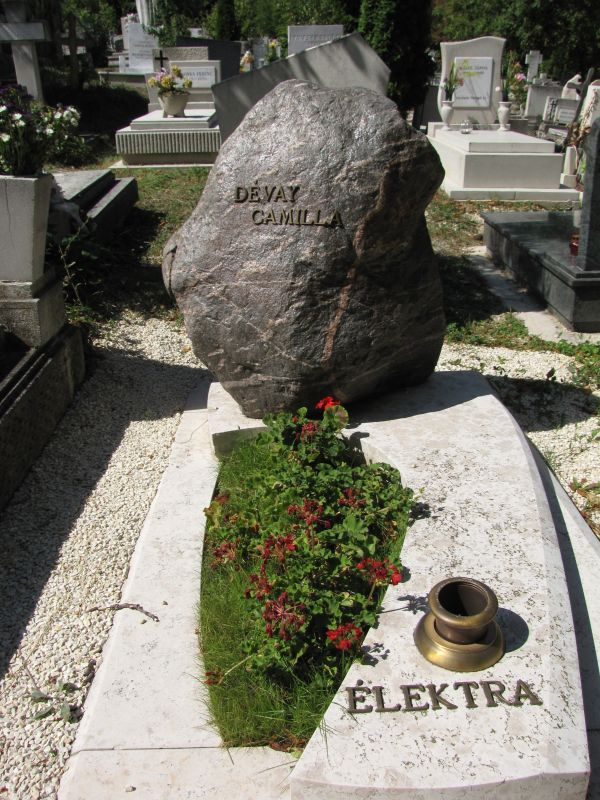
Síremléke a Farkasréti temetőben
20/2-1-850

- Mit csinált felséged 3-tól 5-ig? (1964, rendező: Makk Károly)[21]
- Ezek a fiatalok (1967, Banovich Tamás)
- Lássátok feleim (1968, Fazekas Lajos)
- Széchenyi meggyilkoltatása, (tévéjáték, 1968, Hajdufy Miklós)
- Elveszett illúziók (1982, Gazdag Gyula)
- Hatásvadászok (1983, Szurdi Miklós)